# Lepisorus namegatae
Lepisorus namegatae là một loài thực vật có mạch trong họ Polypodiaceae. Loài này được (Sa. Kurata) Ching & Y.X. Ling miêu tả khoa học đầu tiên năm 1983.